# Pärmsjötjärnen (Skorpeds socken, Ångermanland, 702451-159215)
Pärmsjötjärnen är en sjö i Örnsköldsviks kommun i Ångermanland och ingår i Nätraåns huvudavrinningsområde.